# Singhalenus
Singhalenus is een geslacht van kevers uit de familie  
kniptorren (Elateridae).
Het geslacht is voor het eerst wetenschappelijk beschreven in 1859 door Candèze.

## Soorten
Het geslacht omvat de volgende soorten:
- Singhalenus candezei Schwarz, 1896
- Singhalenus taprobanicus Candèze, 1859